# جبريل ريد
جبريل ريد (بالإنجليزية: Gabriel Reid)‏ هو مخرج نيوزلندي، ولد في 24 فبراير 1969 في أوكلاند في نيوزيلندا.

## وصلات خارجية
- جبريل ريد على موقع IMDb (الإنجليزية)
- جبريل ريد على موقع ألو سيني (الفرنسية)
- جبريل ريد على موقع قاعدة بيانات الفيلم (الإنجليزية)
- جبريل ريد على موقع كينوبويسك (الروسية)